# Marian Panczyszyn

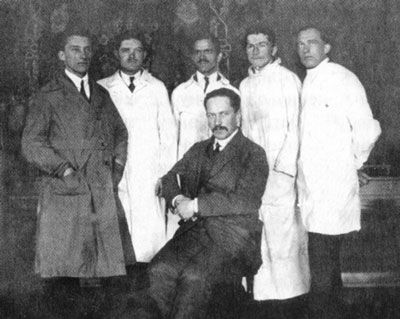
Marian Panczyszyn (siedzi pośrodku)

Marian Panczyszyn ukr. Мар'ян Панчишин (ur. 6 września 1882 we Lwowie, zm. 9 października 1943 tamże) – ukraiński lekarz i działacz Ukraińskiego Zjednoczenia Narodowo-Demokratycznego (UNDO), współorganizator i wieloletni przewodniczący Ukraińskiego Towarzystwa Lekarskiego; w 1939–1941 delegat Zgromadzenia Ludowego Zachodniej Ukrainy i Najwyższej Rady ZSRR; minister zdrowia w rządzie Jarosława Stećki (30 czerwca do 7 lipca 1941); w 1941–1942 członek Ukraińskiej Rady Narodowej we Lwowie. 

## Życiorys
W 1909 ukończył studia na Wydziale Lekarskim Uniwersytetu Lwowskiego, od 1912 był asystentem kliniki chorób wewnętrznych. Zmobilizowany w czasie I wojny światowej, był wojskowym lekarzem. W latach 1924–1925 był rektorem Tajnego Uniwersytetu Ukraińskiego, w 1929 założycielem Ukraińskiego Towarzystwa Higienicznego. 
Po agresji ZSRR na Polskę i rozpoczęciu sowieckiej okupacji Lwowa, był kierownikiem jednej z klinik Instytutu Medycznego, wyodrębnionego z Uniwersytetu Lwowskiego i delegatem do Rady Najwyższej ZSRR. W okresie okupacji znany z publicznych antypolskich, prosowieckich i proniemieckich wypowiedzi. Po ataku III Rzeszy na ZSRR ukrył się przed ewakuacją w głąb ZSRR i po zajęciu Lwowa przez Wehrmacht został powołany do rządu Jarosława Stećki jako minister zdrowia. 4 lipca 1941 został mianowany przez prezydenta Działu Nauki i Oświaty Generalnego Gubernatorstwa komisarycznym zarządcą Wydziału Lekarskiego z poleceniem „utrzymania pracy w klinikach i laboratoriach” i kierownikiem kliniki Instytutu Medycznego. 
Od lipca 1941 do marca 1942 był członkiem Ukraińskiej Rady Narodowej. W kwietniu 1942, po uruchomieniu przez niemieckie władze okupacyjne tzw. Państwowych Instytutów Medycznych („medycznych kursów zawodowych”), czyli nieoficjalnego Wydziału Lekarskiego Uniwersytetu Lwowskiego, został zastępcą doc. Karla Schulze – niemieckiego dyrektora tych kursów, faktycznie kierującym placówką. 
W 1943, po likwidacjach przez Kedyw ukraińskich wykładowców Instytutu Medycznego Ołeksandra Podołynskiego i Andrija Łastoweckiego (który był bliskim współpracownikiem Panczyszyna), ukrywał się w rezydencji metropolity Andrzeja Szeptyckiego przy Soborze św. Jura. Tam też zmarł wskutek stresu na atak serca.

## Odznaczenia
- Krzyż Kawalerski Orderu Franciszka Józefa z dekoracją wojenną (1918) – w uznaniu znakomitej i ofiarnej służby w wojnie, rezerwowemu lekarzowi pułkowemu (Austro-Węgry)[8]